# Zapotal de Moras
Zapotal de Moras är en ort i Mexiko.   Den ligger i kommunen Pisaflores och delstaten Hidalgo, i den sydöstra delen av landet, 210 km norr om huvudstaden Mexico City. Zapotal de Moras ligger 524 meter över havet och antalet invånare är 265.
Terrängen runt Zapotal de Moras är huvudsakligen kuperad, men västerut är den bergig. Runt Zapotal de Moras är det ganska tätbefolkat, med 96 invånare per kvadratkilometer. Närmaste större samhälle är Tamazunchale, 18,1 km öster om Zapotal de Moras. I omgivningarna runt Zapotal de Moras växer i huvudsak städsegrön lövskog.